# ティック・トック (曲)
「ティック・トック」（TiK ToK）は、アメリカ合衆国の歌手ケシャが2009年8月7日にリリースしたシングル曲で、アルバム『アニマル』からの先行シングルである。

## 概要
タイトルの「ティック・トック」とは、時計の作動音を意味する「Tick Tack」（チック・タック）が変化したものである。
リリースの翌年である2010年において特にヒットした楽曲であり、IFPIの調べによれば2010年に全世界で最もダウンロードされた楽曲であると報じられた。チャートにおいてはBillboard Hot 100で9週連続で1位になり、同チャートの2010年度年間1位も達成した。
本作はフォックスのテレビドラマ『glee/グリー』の第2シーズン第14話「アルコール狂想曲」の作中で「ニュー・ディレクションズ」のメンバーによって歌われた。エピソード内では反飲酒ソングとしてこの曲が取り上げられている。